# Parafia Chrystusa Króla w Dłużynie Dolnej
Parafia Chrystusa Króla w Dłużynie Dolnej – parafia rzymskokatolicka, znajdująca się w diecezji legnickiej, w dekanacie Zgorzelec.